# 430 Hybris
430 Hybris eller 1897 DM är en asteroid i huvudbältet, som upptäcktes 18 december 1897 av den franske astronomen Auguste Charlois. Den är uppkallad efter Hybris i den grekiska mytologin.
Asteroiden har en diameter på ungefär 31 kilometer.